# Крюковка (приток Большого Колышлея)
Крю́ковка — река в России, протекает по Аткарскому району Саратовской области. Устье реки находится в деревне Варыпаевка, в 37 км по правому берегу реки Большой Колышлей. Длина реки составляет 10 км, площадь водосборного бассейна 38,1 км².
Высота устья — 206 м над уровнем моря.

## Данные водного реестра
По данным государственного водного реестра России относится к Донскому бассейновому округу, водохозяйственный участок реки — Медведица от истока до впадения реки Терса, речной подбассейн реки — Дон между впадением Хопра и Северского Донца. Речной бассейн реки — Дон (российская часть бассейна).
Код объекта в государственном водном реестре — 05010300112107000008054.